# Деревянко, Андрей Афанасьевич
Андрей Афанасьевич Деревянко (15 августа 1903—1976) — сотрудник НКВД/МВД, начальник ряда лагерей ГУЛАГа, генерал-майор.

## Послужной список
Родился в "с. Липьяновка на территории Чишринского района" Киевской области Украинской ССР. На военную службу поступил в августе 1922 года
- командир 33-го Ладожского водного погранотряда НКВД.
- Командир 9-го погранотряда НКВД СССР.
- начальник отдела МПВО УНКВД Ленинградской области.
- 23 ноября 1939 присвоено звание полковника.
- Заместитель начальника Ленинградских Исправительно-трудовых колоний.
- 8 апреля 1944 года присвоено звание генерал-майора[2].
- 27 ноября 1945 — 6 августа 1948 начальник Ленинградских исправительно-трудовых лагерей, Заместитель начальника УВД Ленинграда.
- 27.07.1948 — 3.05.1951 начальник Северо-Восточного ИТЛ и заместитель начальника Дальстроя.
- 15 декабря 1951 — 16 июня 1953 начальник Воркутинского ИТЛ.
- 16 июня 1953 — 8 февраля 1954 начальник Речлага, его руководитель во время Воркутинского восстания.
- 23 октября 1954 года[1] уволен по служебному несоответствию[3].
- Жил и работал в Москве.
- Похоронен на Серафимовском кладбище в Санкт-Петербурге[4].

## Награды
- 2 июля 1942 — орден Красного Знамени[5]
- 18 ноября 1944 — орден Красного Знамени[6]

## Комментарии
1. ↑  Так в источнике[1]. Речь могла идти только об административном делении Украины в советское время.  Вероятно, имелось в виду село Липьянка Черкасского района, по-видимому, ошибка в Учётно-послужной карточке при расшифровке письменной записи.